# Oldendorper Kirche

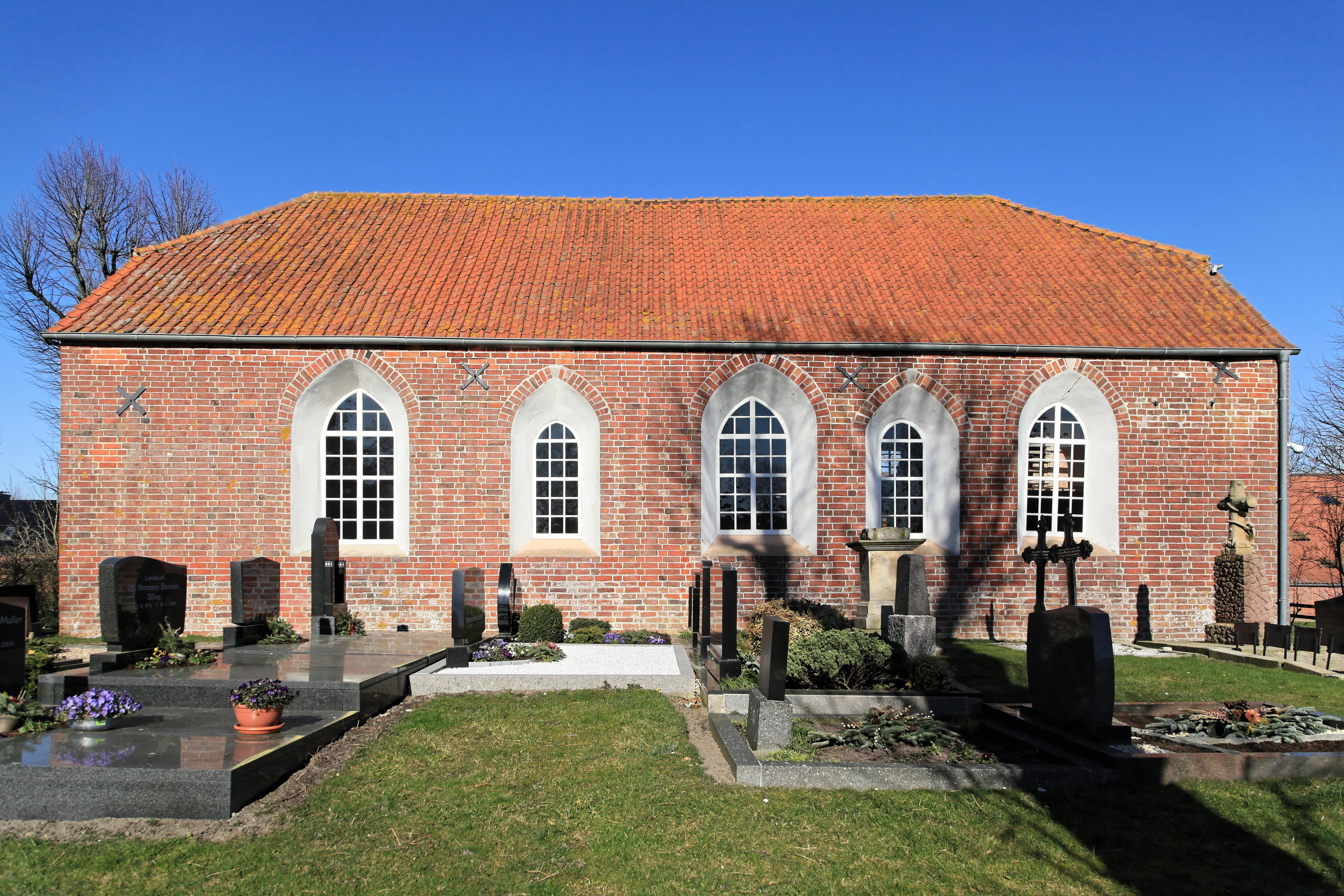
Südseite der Oldendorper Kirche

Die evangelisch-reformierte Oldendorper Kirche befindet sich im ostfriesischen Rheiderland. Die Backsteinkirche wurde im 13. oder 14. Jahrhundert im Übergangsstil der Romano-Gotik gebaut.

## Geschichte und Architektur

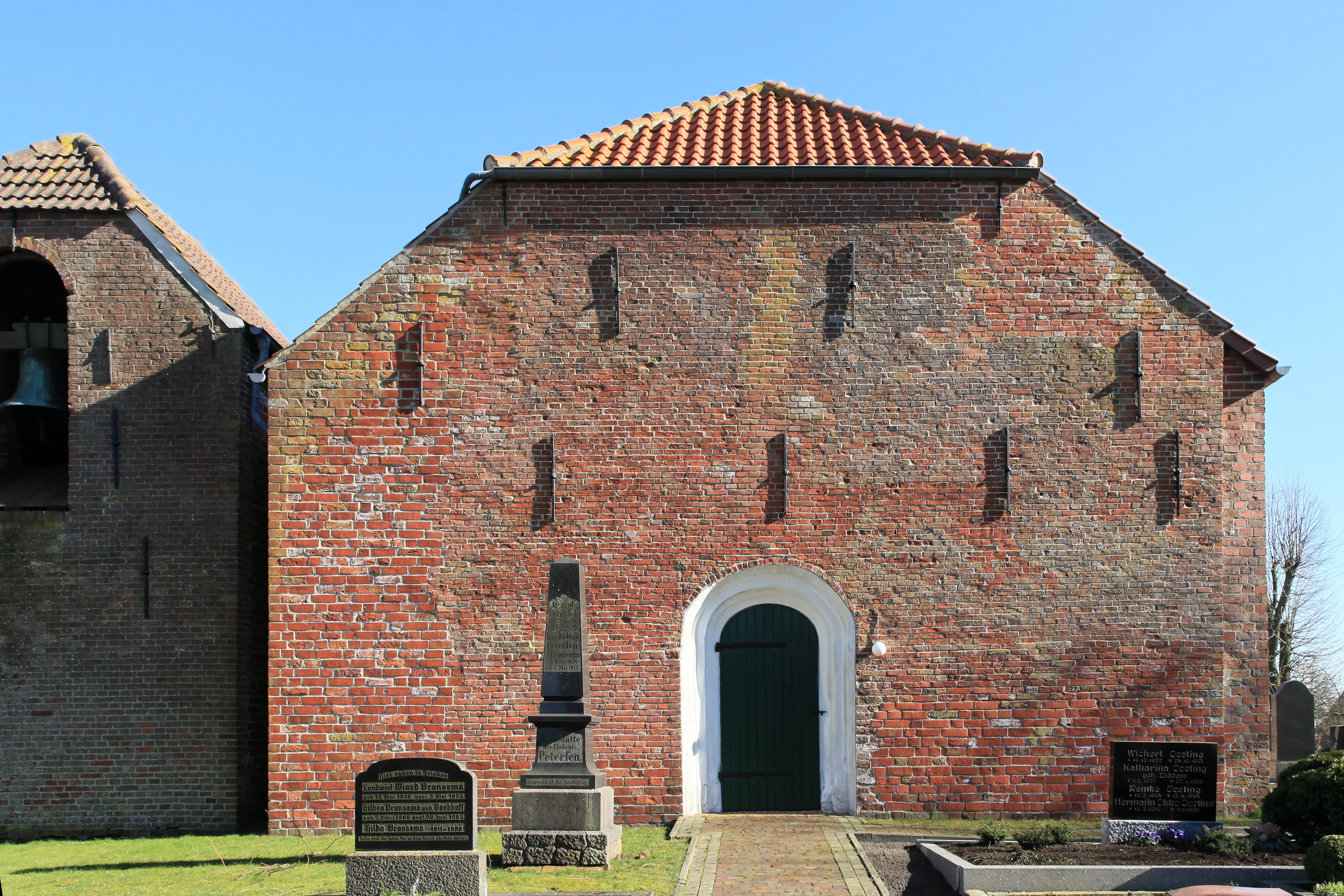
Westseite mit Glockenturm

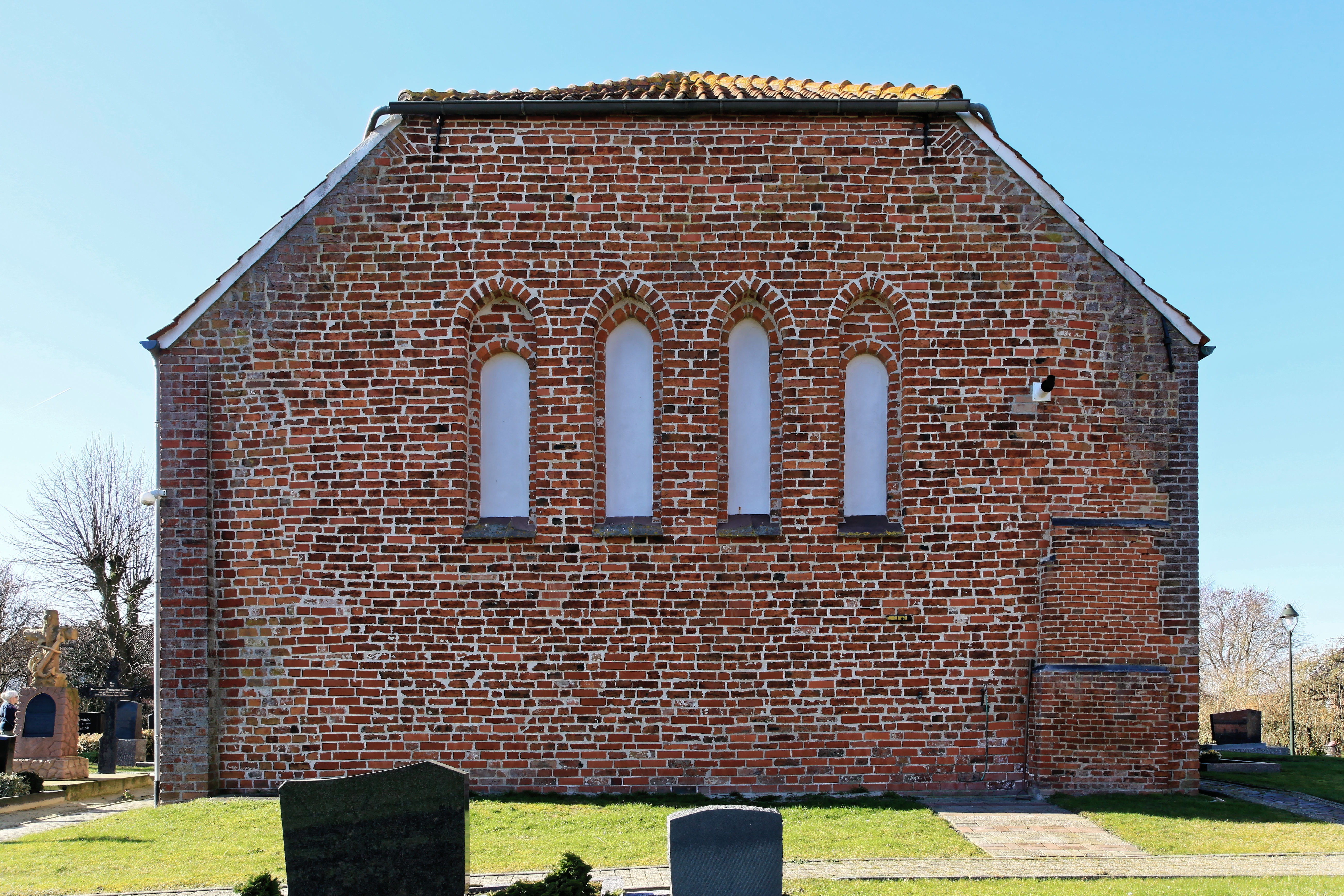
Ansicht von Osten

Oldendorp wird bereits um 1000 n. Chr. in den Werdener Urbaren erwähnt und gehört zu den ältesten Orten des Rheiderlandes. In vorreformatorischer Zeit gehörte die Kirche zur Propstei Hatzum im Bistum Münster. In der Reformationszeit wechselte die Kirchengemeinde zum reformierten Bekenntnis über. Die Erbauungszeit der Kirche ist nicht eindeutig. Sie wurde im 13. oder 14. Jahrhundert als rechteckige Saalkirche mit bis zu 1,20 Meter dicken Mauern errichtet. Aus dem 13. Jahrhundert stammt der Glockenturm, der an der Nordseite dicht an der Kirche errichtet ist. Die ältere Glocke stammt aus dem Anfang des 14. Jahrhunderts, die jüngere datiert von 1609.
Im Laufe der Jahrhunderte erfolgten einige Umbauten. Das ursprüngliche romanische Nordportal wurde zugemauert. Das Westportal stammt wahrscheinlich aus dem 17. Jahrhundert. An der Ostwand finden sich vier gotische Spitzbogen-Blendfenster, von denen die beiden mittleren ursprünglich möglicherweise durchbrochen waren. An der Südwand gibt es insgesamt fünf Fenster in zwei verschiedenen Größen, die drei größeren sind wahrscheinlich nachträglich vergrößert worden. An der Außenseite der dicken Mauer sind alle spitzbogig, an der Innenseite eines jedoch rundbogig. Die Südmauer wurde 1955 erneuert, nachdem sie durch Artilleriebeschuss Schaden genommen hatte. An der Westmauer sind noch Einschusslöcher aus dem Zweiten Weltkrieg zu sehen. 1964 folgte die Erneuerung der Nordwand. Ein neues Krüppelwalmdach bildet den Abschluss des Gebäudes.
Seit 1911 bilden Oldendorp und Nendorp zusammen eine Kirchengemeinde, die heute von Ditzum betreut wird.

## Ausstattung

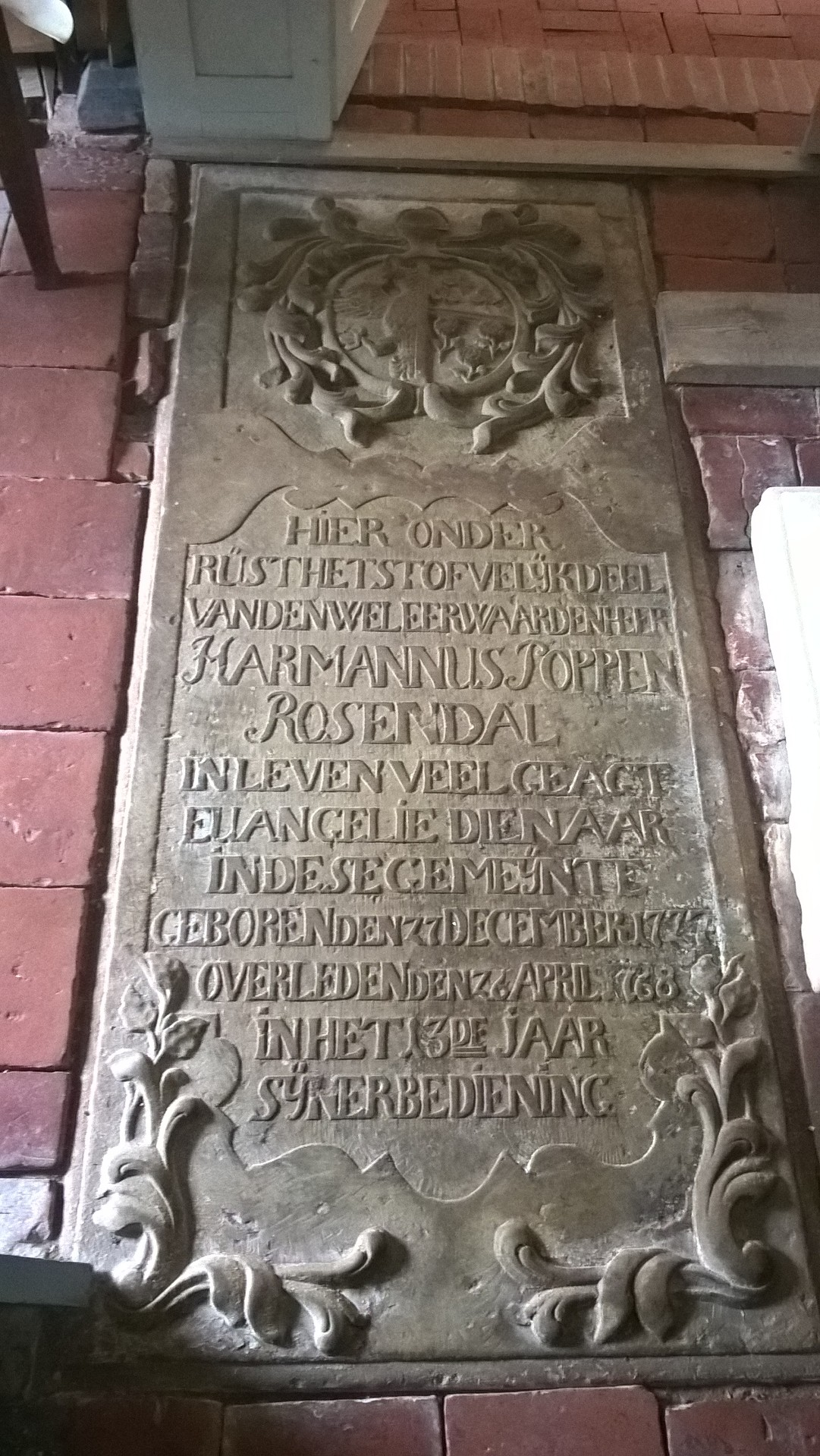
Grabplatte von 1768 für Pastor Rosendal

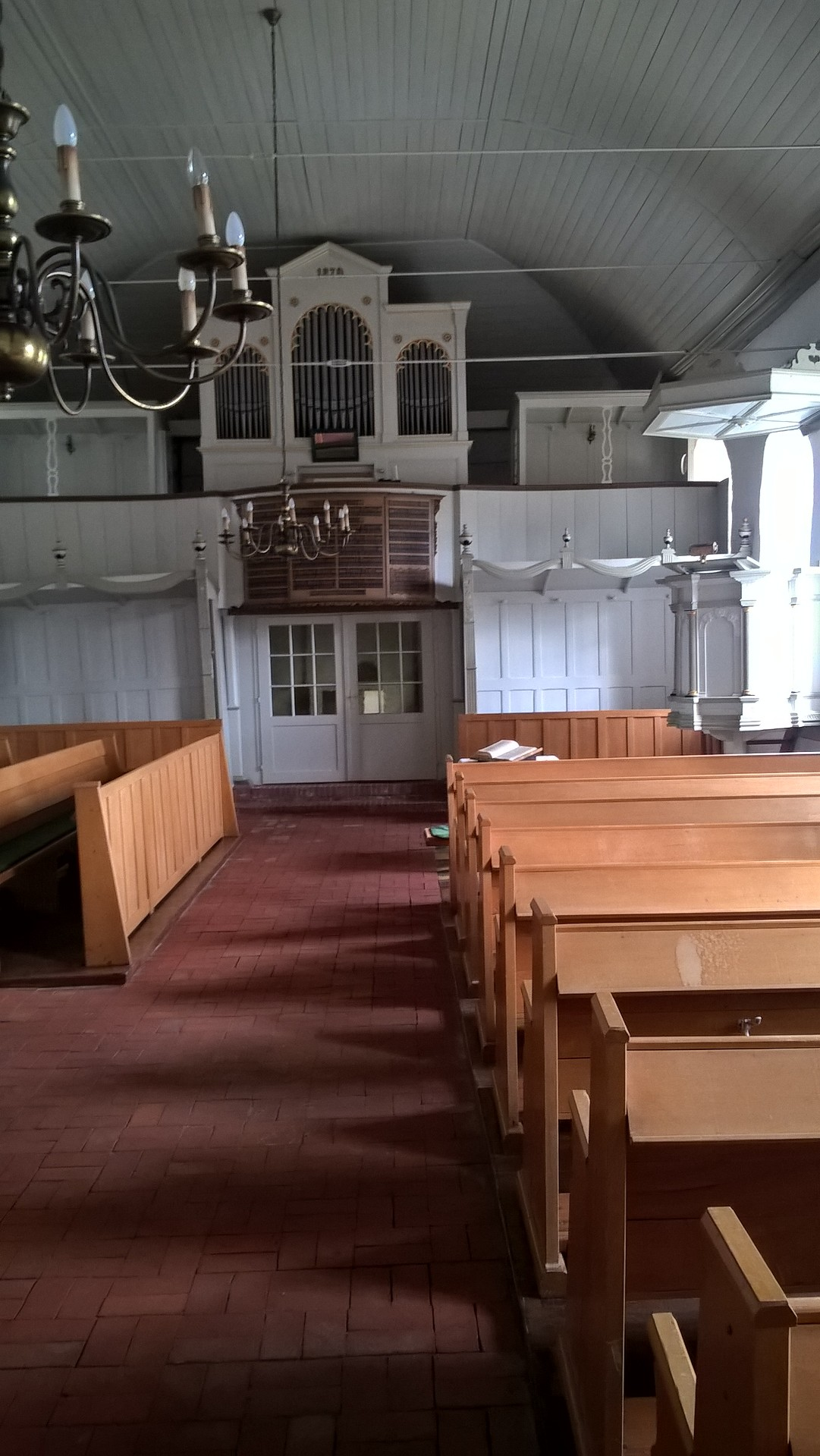
Innenraum Richtung Osten

In den Innenraum ist ein flaches hölzernes Tonnengewölbe eingezogen. Der achteckige Taufstein aus hellem Sandstein im Chorraum steht auf einem viereckigen Fuß und wird zeitlich in die erste Hälfte des 16. Jahrhunderts datiert und stand ursprünglich unter der Kanzel. Die weiß gefasste Kanzel ist mit der Jahreszahl 1645 bezeichnet. Sie trägt die Inschrift „Himmel und Erde werden vergehen, aber Gottes Wort bleibt ewig“ (Mt 24,35 ).
Zwei Grabplatten von Oldendorper Pastoren befinden sich im Chor. Die ältere von 1663 erinnert an den Oldendorper Pastoren Arnoldi Johannis, der von 1638 bis zu seinem Tod in der Gemeinde wirkte, und an seine Frau Margarete Arnoldi Johannis. Die Grabplatte für Pastor Rosendal ist mit den niederländischen Worten beschrieben „HIER ONDER RÜST HET STOFVELYK DEEL VAN DEN WEL EERWAARDEN HEER HARMANNUS POPPEN ROSENDAL. IN LEVEN VEL GEAGT EVANGELIE DIENAAR IN DESE GEMEYNTE. GEBOREN 27. DECEMBER 1727, OVERLEDEN 26. APRIL 1768 IN HET 13DE JAHR SYNER BEDIENING.“
Zu den Vasa Sacra zählt ein Becher aus dem Jahr 1675. Die Bibel datiert von 1902. An der nördlichen Wand ist ein Bibelvers ain braunen Buchstaben aufgemalt: „Selig sind, die Gottes Wort hören und bewahren“ (Lk 11,28 ).

## Orgel

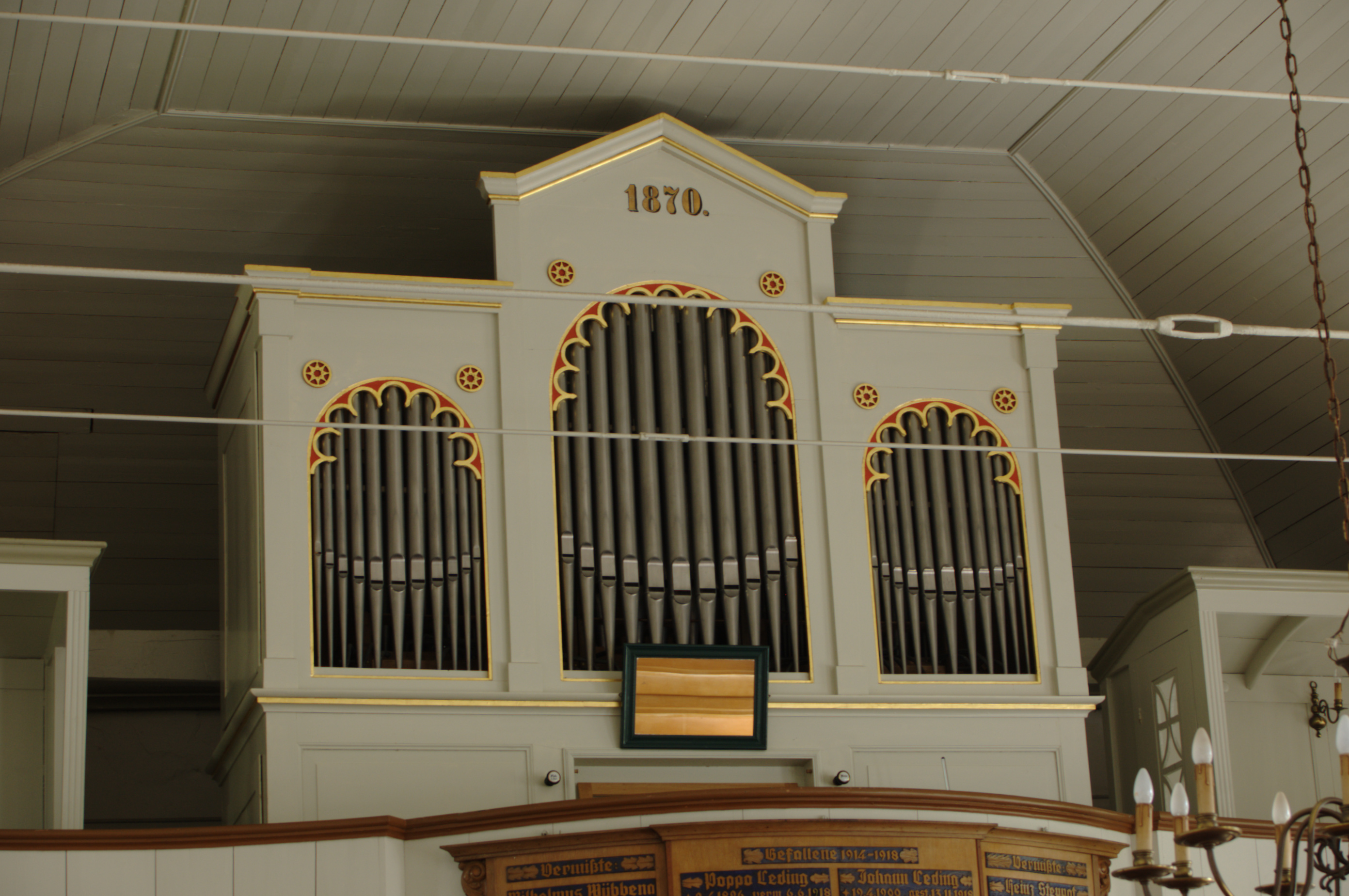
Rohlfs-Orgel von 1870

Die Orgel auf der Ostempore wurde 1870 von den Gebrüdern Rohlfs erbaut und verfügt über sieben Register auf einem Manual und angehängtem Pedal. Die Prospektpfeifen mussten 1917 zu Kriegszwecken abgeliefert werden. 1993 bis 1994 wurde das Instrument durch die Orgelbauerin Regina Stegemann restauriert.
| I Manual C–f3 |                |    |
| 1.            | Principal      | 8′ |
| 2.            | Viola di Gamba | 8′ |
| 3.            | Gedackt        | 8′ |
| 4.            | Octave         | 4′ |
| 5.            | Flöte          | 4′ |
| 6.            | Flöte          | 2′ |
| 7.            | Mixtur I–III   |    |

| Pedal C–d1 |           |
|            | angehängt |